# Peter Lougheed

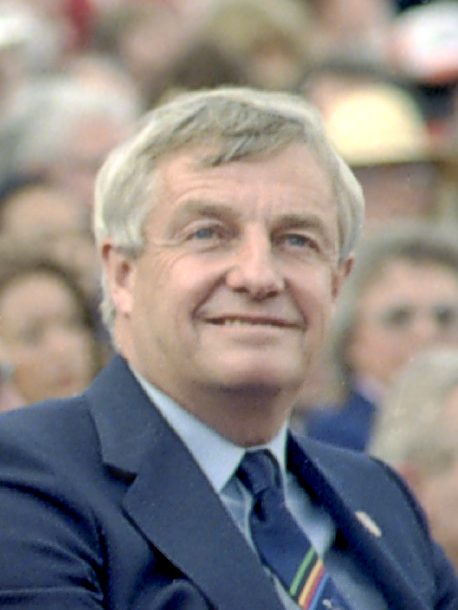
Peter Lougheed

Handtekening van Lougheed

Edgar Peter Lougheed (Calgary, 26 juli 1928 – 13 september 2012) was een Canadees politicus en de tiende premier van Alberta.
Na rechten te hebben gestudeerd aan de University of Alberta oefende Lougheed vanaf 1955 het beroep van advocaat uit. Tien jaar later begon hij zijn politieke carrière en werd hij gekozen tot leider van de Progressief-Conservatieve Partij van Alberta. Na de verkiezingen van 1967 werd hij lid van de wetgevende vergadering van Alberta en tevens leider van de oppositie.
Nadat de Social Credit Party 36 jaar lang de provinciale politiek had gedomineerd wonnen Lougheed's Progressief-Conservatieven de verkiezingen van 1971 waarna hij tot premier werd benoemd als opvolger van Harry Strom. Lougheed's kabinet stimuleerde de olie- en gasindustrie en hij gaf daarmee de aanstoot tot de economische vooruitgang die in Alberta sindsdien heeft plaatsgevonden. Tevens zette hij zich in voor een sterkere rol van Alberta in de relatie tussen de provincies en de federale overheid in Ottawa.
Per 1 november 1985 diende Lougheed zijn ontslag in als premier ten gunste van Don Getty, waarna hij wederom zijn beroep van advocaat ging beoefenen.